# Інтегроване управління водними ресурсами
Інтегроване управління водними ресурсами (ІУВР) – це система управління, заснована на обліку всіх видів водних ресурсів (поверхневих, підземних та зворотних вод) у межах географічних кордонів, яка ув'язує інтереси різних галузей та рівні ієрархії водокористування, залучає всі зацікавлені сторони до прийняття рішень, сприяє ефективному використанню водних, земельних та інших природних ресурсів на користь сталого забезпечення вимог природи та суспільства у воді.

## З історії ІУВР
Основи концепції інтегрованого управління водними ресурсами закладалися у деяких країнах Європи та інших континентів на початку XX ст. при створенні структур управління водними ресурсами, в першу чергу таких як іспанські водні конфедерації, а пізніше французькі водогосподарські агентства, північноамериканські та канадські іригаційні райони. 
Після Дублінської конференції щодо водних ресурсів та сталого розвитку (1992 р.) публікації з питань управління водними ресурсами перенасичені використанням терміну «ІУВР» та його різними інтерпретаціями.

## Основні положення ІУВР
ІУВР – це процес скоординованого управління та розвитку водних ресурсів, що характеризується зокрема переходом:
- від управління в межах адміністративних кордонів до управління у межах річкового басейну або іригаційної системи (гідрографічні кордони);
- від відомчого управління до інтегрованого міжвідомчого управління;
- від одностороннього авторитарного принципу управління "згори вниз" до більш демократичного двостороннього принципу - "знизу вгору" (вимоги на воду та участь водокористувачів в управлінні) та "зверху вниз" (ліміти та підтримка водокористувачів);
- від командно-адміністративного методу до корпоративного управління за участю водокористувачів та інших бенефіціарів на всіх рівнях ієрархії управління водними ресурсами.

## Досягнення від реалізації принципів і положень ІУВР
Основними досягненнями від реалізації принципів і положень ІУВР є:
- Наявність механізму міжвідомчої координації (шляхом створення водогосподарських рад).
- Управління на основі гідрографічних кордонів (гарантія стабільного та рівноправного водозабезпечення незалежно від місця розташування водокористувача).
- Мінімізація організаційних втрат води шляхом чіткої координації дій на всіх рівнях ієрархії управління.
- Інтеграція між політикою, законодавством та управлінням.
- Гнучке законодавство, що відповідає умовам, що динамічно розвиваються (демократизація суспільства і перехід до ринкових відносин).
- Переважно самофінансовані організації за часткової підтримки держави у питаннях розвитку.
- Інструменти планування та оплата на основі реальних витрат з управління.
- Реалізація принципу «плата за послугу». Механізм окупності послуг.
- Усвідомлення всіма членами суспільства, що вода – обмежений ресурс. Впровадження стимулів підвищення продуктивності води та водозбереження.
- Розвиток облікової гідрометрії. Чіткий облік водоподачі та водовідведення.
- Громадські консультації, залучення сторін до процесу ухвалення рішень.
- Управління здійснюється за участю всіх зацікавлених сторін, послуги надаються на основі договорів.
- Асоціації водокористувачів як юридичні особи мають чіткі права та обов'язки у взаємовідносинах з водогосподарськими органами.
- Вибір структури посівів визначається фермерами на основі ринкового попиту, ціни регулюються ринком.
- Захист навколишнього середовища та виділення води на потреби охорони довкілля.
- Єдине планування використання поверхневих та підземних вод з урахуванням утилізації зворотного стоку.